# Палицци, Джузеппе
Джузеппе Палицци (итал. Giuseppe Palizzi; 12 марта 1812, Ланчано— 10 января 1888, Париж) — итальянский художник, первый из братьев Палицци.
Сначала начал изучить право, но в 1835 году, прибыв в Неаполь, решил посвятить себя искусству и в 1836 году поступил в Королевский институте изящных искусств, примкнув к школе Позилиппо. Первые свои этюды с натуры и исполненные по ним картины он выставлял в Неаполитанской академии художеств. Они имели большой успех у публики.
На ежегодных выставках представлял свои пейзажи, но сложные отношения с местными академиками вынудили его покинуть Италию: в 1844 году он переехал в Париж, поступил в ученики к знаменитому Тройону и с той поры почти ежегодно выставлял свои произведения в тамошнем салоне, а затем поселился в Буррон-Марлотт (Сена и Марна), на окраине леса Фонтенбло, ставшим главной тематикой его картин, которые писал к тому времени в более зрелой манере реализма благодаря влиянию художников Барбизонской школы. В переписке с братом Филиппо делился с ним результатам своих художественных исследований. Регулярно выставлялся в Парижском салоне и после пребывания в Италии в 1854 году вернулся во Францию, где его пейзажи, часто изображавшие простой труд сельскохозяйственных животных, пользовались большим успехом. Был награждён орденом Почётного легиона в 1859 году, а в Италии — кавалером ордена Святых Маврикия и Лазаря в 1862 году. Умер в Париже, похоронен на кладбище Пер-Лашез (участок 53).
Писал пейзажи, в которых существенно важную роль играли животные, представленные иногда в сценах с оттенком юмора. На рубеже XIX и XX веков на страницах ЭСБЕ была дана следующая оценка его творчеству: «умный выбор темы, превосходная передача характера разных пород животных, в особенности ослов, лошадей и коров, верность схваченного их движения, свобода и сочность кисти и выдержанность светового эффекта составляют качества Палицци, за которые его картины доныне ценятся повсюду в Европе».
Наиболее известные картины: «Возвращение с ярмарки» (1850), «Козы в винограднике» (1855), «Драка баранов», «Кроткий осёл» (1857), «Продажа телят в Тонкской долине», «Пестумские развалины» (1861), «Стадо волов во время бури» (1864), «Из неаполитанских окрестностей» (1868), «Дорога Сан-Джермано, у Монте-Кассино» (1876) и «Погонщики ослов, застигнутые ливнем» (1878).